# Пригородный (Кыргызстан)
Пригородный (кирг. Пригородный) — село в Сузакском районе Джалал-Абадской области Кыргызстана. Входит в состав Барпынского айылного аймака.

## География
Село расположено в юго-восточной части области, у южной окраины Джалал-Абада, на расстоянии приблизительно 6 километров (по прямой) к востоко-северо-востоку от села Сузак, административного центра района.

## Население
Согласно оценочным данным Национального статистического комитета Кыргызской Республики, численность населения села на начало 2023 года составляла 2012 человек.
| год     | 2009 | 2014 | 2015 | 2020 | 2021 | 2023 |
| ------- | ---- | ---- | ---- | ---- | ---- | ---- |
| человек | 1692 | 1766 | 1738 | 1918 | 1950 | 2012 |